# Luis Felipe Laverde
Luis Felipe Laverde (Urrao, 6 de julho de 1979) é um ciclista profissional colombiano.